# Pentti Kouri
Pentti Juha Kalervo Kouri (* 12. Februar 1949 in Kemijärvi, Finnland; † 22. Januar 2009 in Los Angeles) war ein finnischer Ökonom, Venture Capitalist und Kunstsammler.

## Leben
Pentii Kouri war der erste Finne, der ein Stipendium zum Besuch des United World College of the Atlantic bekam. Zurück in Finnland erhielt er im Jahre 1970, im Alter von 21 Jahren, einen Master-Abschluss in Wirtschaft von der Universität Helsinki. Er wurde unmittelbar vom International Monetary Fund angestellt. Dort traf er Michael Porter, mit dem er 1974 das Kouri-Porter-Modell über internationale Kapitalflüsse entwickelte. Dieses Modell dient heute als Basis des modernen Vermögensansatzes zur Erklärung der Wechselkurse. Im Jahre 1974 bekam er seinen PhD in Wirtschaftswissenschaften vom Massachusetts Institute of Technology (MIT). Pentti Kouri war Wirtschaftsprofessor an den Universitäten Stanford, Yale, Helsinki und New York.
Später arbeitete er als Investor. Er verwaltete zum Beispiel George Soros’ Investitionen in Finnland. Heutzutage ist Kouri hauptsächlich für seine Beteiligung an den sogenannten „Kouri-deals“ in den späten 1980ern bekannt. Eine Gruppe von Investoren kaufte im Wesentlichen mit geborgtem Geld ein Großteil der beiden größten finnischen Banken. Das Ergebnis war eine Erschütterung der finnischen Wirtschaft mit einer Neustrukturierung der finnischen Bankenlandschaft. Die Anteile wurden im Nachgang mit hohen Profiten verkauft. Als Ergebnis dieser Transaktion verlor Koouri seine Reputation in Finnland. Die Finnen machten ihn – als ein Symbol für den Kasino-Kapitalismus – für die Rezession in Finnland in den 1990ern verantwortlich.

## Persönliches
Er war mit Elly O. Kouri verheiratet. Sie wurden 1995 geschieden. Er baute in den 1980ern und 1990ern eine berühmte Kunstsammlung zeitgenössischer Kunst auf, die heute im Eigentum des finnischen Staates ist. Sie wurde im Kiasma, dem Museum für zeitgenössische Kunst in Helsinki, als Kouri Collection ausgestellt.